# Carorita
Genre
Carorita est un genre d'araignées aranéomorphes de la famille des Linyphiidae.

## Distribution
Les espèces de ce genre se rencontrent en zone holarctique.

## Liste des espèces
Selon World Spider Catalog (version 16.5, 02/08/2015) :
- Carorita limnaea (Crosby & Bishop, 1927)
- Carorita sibirica Tanasevitch, 2007

## Publication originale
- Duffey & Merrett, 1963 : Carorita limnaea (Crosby & Bishop), a linyphiid spider new to Britain, from Wybunbury Moss, Cheshire. Annals and Magazine of Natural History, sér. 13, vol. 6, p. 573-576.